# Jules Bernard (basket-ball)
Pour les articles homonymes, voir Jules Bernard et Bernard.
Jules Liam Bernard, né le 21 janvier 2000 à Los Angeles en Californie, est un joueur américain de basket-ball. Il mesure 1,96 m et évolue au poste d'arrière.

## Biographie
Ses parents sont américains mais ses ancêtres sont français, d’où son nom.

### Carrière universitaire
Entre 2018 et 2022, il joue pour les Bruins de l'UCLA.

### Carrière professionnelle
En décembre 2023, il signe un contrat two-way avec les Wizards de Washington.

## Statistiques

### Universitaires
| Saison    | Équipe   | Matchs | Titul. | Min./m | % Tir | % 3pts | % LF  | Rbds/m. | Pass/m. | Int/m. | Ctr/m. | Pts/m. |
| --------- | -------- | ------ | ------ | ------ | ----- | ------ | ----- | ------- | ------- | ------ | ------ | ------ |
| 2018-2019 | UCLA     | 33     | 2      | 17,2   | 0,469 | 0,371  | 0,739 | 3,1     | 0,8     | 0,5    | 0,1    | 7,6    |
| 2019-2020 | UCLA     | 30     | 1      | 16,2   | 0,390 | 0,317  | 0,784 | 2,6     | 0,6     | 0,5    | 0,2    | 5,5    |
| 2020-2021 | UCLA     | 32     | 28     | 29,3   | 0,441 | 0,396  | 0,744 | 5,1     | 1,6     | 0,5    | 0,2    | 10,3   |
| 2021-2022 | UCLA     | 35     | 34     | 30,1   | 0,419 | 0,337  | 0,818 | 4,7     | 1,7     | 1,0    | 0,2    | 12,8   |
| Carrière  | Carrière | 130    | 65     | 23,4   | 0,430 | 0,354  | 0,774 | 3,9     | 1,2     | 0,6    | 0,2    | 9,2    |